# Ginkaku-ji
| Imagem: Monumentos Históricos da Antiga Quioto | O Ginkaku-ji está incluido no sítio "Monumentos Históricos da Antiga Quioto", Património Mundial da UNESCO. |  |

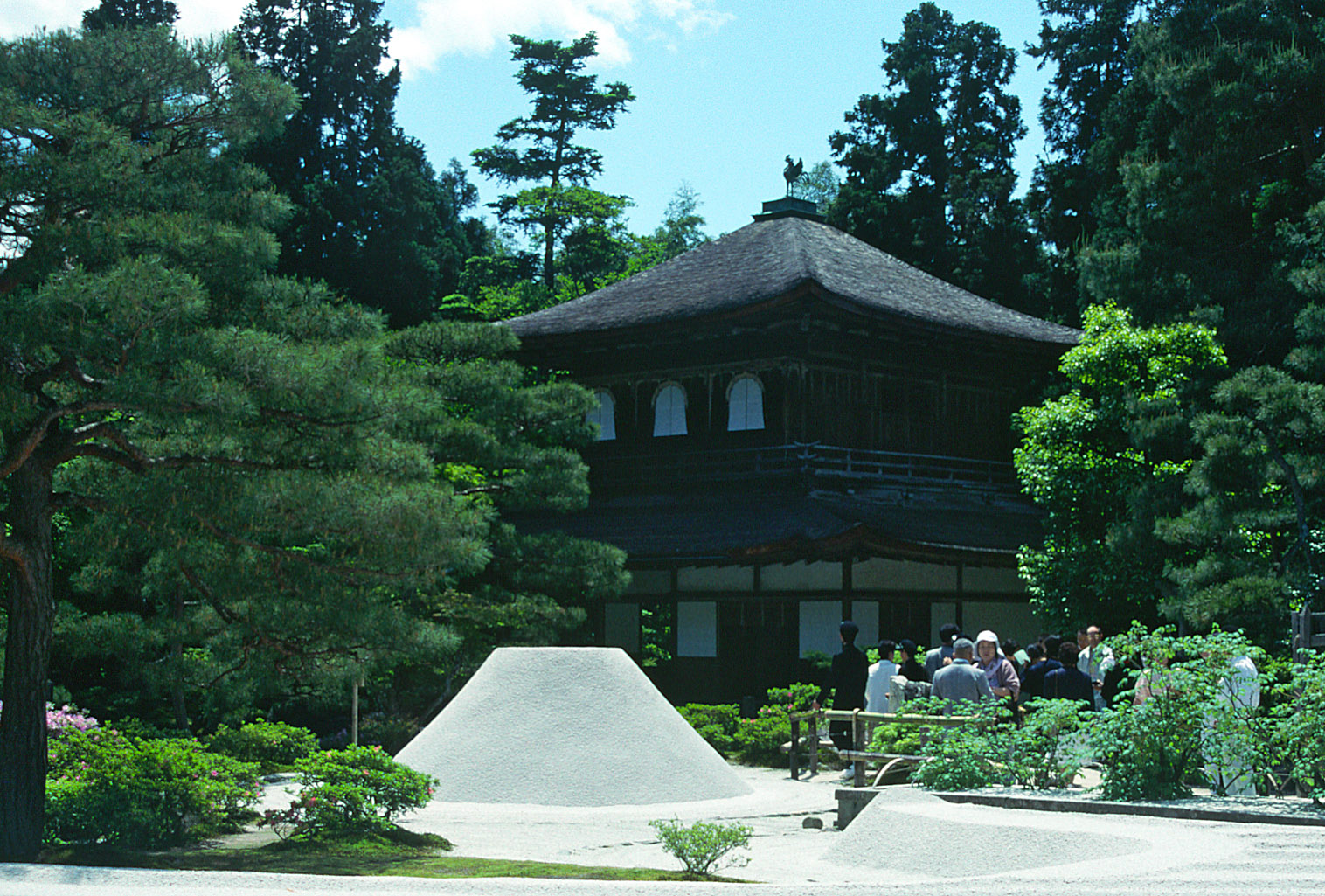
O Ginkaku-ji, em Quioto.

O Ginkaku-ji (em japonês: 銀閣寺; em português: Pavilhão Prateado) se situa na região leste de Quioto no pé do monte Tsukimachi, sua obra foi iniciada no final do século XV pelo neto do xogun Yoshimitsu. Yoshimasa Ashikaga que porém morreu pouco antes da obra estar completa. Foi transformada depois de sua morte em um templo budista por pedido no testamento.
O avô de Yoshimasa começou as obras do famoso Kinkaku-ji (em português: Pavilhão de Ouro) mostrando a era de ouro do Japão quando havia riqueza e abundância, e por mais que seja muito mais conhecido pelos estrangeiros por sua beleza o Kinkaku-ji não pode ser considerado mais importante do que o Ginkaku-ji, pois esse foi construído por Yoshimasa para demonstrar algo também, mas diferente da época em que viveu seu avô. No momento havia instabilidade política, foi a era de prata japonesa; a era da simplicidade, e a demonstrou na obra de sua própria casa.
Se dedicou às artes e foi um dos pioneiros no Sadõ (em português: Cerimônia do Chá), e compôs um Tanka (um tipo de poema japonês) que ainda prevalece escrito na paisagem de um dos mais belos templos de Kyoto, que diz: "Minha casa ao pé do monte Tsukimachi, aguardando a noite de luar."
- Commons